# Милан Решетар
Милан витез Решетар (Дубровник, 1. фебруар 1860 — Фиренца, 14. јануар 1942) био је српски филолог из Дубровника, и један од познатијих представника дубровачких Срба римокатоличке вероисповести. Био је витез а ту титулу је наследио од оца.

## Породица
Потиче из старе угледне конављанске породице Решетаровић са Чилипа. Прадеда Божо је променио породично презиме у Решетар. Деда Перо се настанио у Дубровнику, а своја два сина је дао на школовање. Старији син Божо је постао католички свештеник, а млађи Паво изучио је за правника. Отац Миланов Паво Решетар је заузимао важне положаје у Дубровнику у другој половини 19. века. Он је 1875. године био дубровачки срески начелник и дворски саветник а, такођер, и први човек из народа који је живео у дубровачком кнежевом двору. Решетаров двор је „понародњен” од када је у њему прослављен Бадњи дан.

## Биографија
Рођен је 1860. године у Дубровнику од оца Пава Решетара, државног званичника. Основну школу и гимназију је Милан завршио у родном Дубровнику, а словенску и класичну филологију у Бечу и Грацу. Докторирао је 1889. године у Грацу, са својом тезом о "чакавштини". Од 1880. године настанио се у Трсту где је живео и брат Перо. Радио је потом као професор гимназије у Копру, Задру и Сплиту између 1882-1891. године. Именован је 1891. године по предлогу Ватрослава Јагића за уредника хрватског издања државних закона у Министарству унутрашњих дела у Бечу. На основу студије Дубровачка документа од XIII-XV века 1895. године постаје доцент словенске филологије на Филозофском факултету у Бечу. Именован је 1903. године у Бечу за ванредног професора славистике. По одласку у пензију његовог таста Јагића 1908, он преузима катедру редовног професора на том факултету. Изгубио је посао 1919. године јер није био Немац, па се преселио у нову југословенску краљевину. Од 1919. ради на Филозофском факултету у Загребу, где је пензионисан 1928. Од 1896. године био је члан Југославенске академије знаности и умјетности у Загребу. Последње године свог живота проводи у Фиренци, не престајући се бавити научним радом. Тамо је дошао на своју молбу (1933) да би био хонорарни конзул Краљевине Југославије, али се разболео па се није могао примити положаја.
Умро је у Фиренци 14. јануара 1942. године. Био је 1892. године ожењен Станком рођ. Јагић (умрла 1949), кћерком познатог класичног филолога Ватрослава Јагића. У браку су имали двоје деце, Душана и Јелку. Године 1965. пренети су им посмртни остаци и сахрањени у заједничкој гробници у Дубровнику.

## Научни рад
Посебно су значајне његове студије из дијалектологије и историје српског језика. Његова далекосежна расправа - докторат била је "Чакавштина и њихова бивша и садашња граница" (1889). Од дијалектолошких радова посебан значај имају студије, Штокавски дијалекат (Der štokavische Dialekt, Беч 1907), Српскохрватски акценат југозападних говора (Беч 1900). Посмртно су у Београду објављене његове студије Најстарији дубровачки говор 1951. и Најстарија дубровачка проза 1952. у Београду.
За историју српског језика драгоцена су његова издања старих споменика, и то: Задарски и Рањинин лекционар објављен у Загребу 1894, Либро од мнозијех разлога: Дубровачки ћирилски зборник од г. 1520 објављено у Београду 1926, Два дубровачка језична споменика из 16. века објављено у Београду 1938. године. Још од 1890. године студиозно бавио се Његошевим "Горским вијенцем" из чега је пристекла књига, издата 1891. године у Загребу. Осим тога, стекао је заслуге за критичка издања дубровачких писаца Марина Држића 1930, Шишка Менчетића и Џоре Држића 1937, те Џива Гундулића 1938. године.
Др Милан витез Решетар је био дописни (инострани) члан СКА - Филозофских наука у Београду од 1897. године. У својој приступној беседи (као правог члана) Српској краљевској академији, одржаној марта 1941. године, под називом "Најстарији дубровачки говор", сагледао је српство Дубровник са академског нивоа. Он је тако пред крај свог живота a у контексту надолазећег распада Краљевине Југославије, Милан Решетар недвосмислено износи свој поглед на језик Дубровника и дубровачке писане заоставштине, подвлачећи: Мени су Срби и Хрвати један народ под два имена, па ми је зато Дубровник српски и хрватски. Али ко дијели српско од хрватскога мора признати да је Дубровник по језику увијек био српски. Када је 2. октобра 1905. године основан Београдски универзитет, честитку је послао из Беча, професор Милан Решетар: Од свег срца честитам данашњи дан, желећи да сјајно просија нова просветна звезда у Српству.

## Галерија
- Спомен плоча на гробу Милана Решетара, Дубровник
- Гроб Милана Решетара и његове супруге, Дубровник
- Насловна страна Приморских лекционара XV вијека (Загреб, 1898)